# Scaphinotus
Genre
Scaphinotus est un genre d'insectes coléoptère de la famille des Carabidae.

## Espèces
- Scaphinotus angusticollis
- Scaphinotus elevatus
- Scaphinotus marginatus
- Scaphinotus viduus